# Athens (apellido)
Athens es un apellido toponímico tomado por inmigrantes provenientes de la ciudad de Atenas en Grecia, y establecidos principalmente en Inglaterra, Alemania y Estados Unidos. “Athens” es la forma inglesa de “Atenas”. 
Según Patrick Hanks en su trabajo titulado “The Dictionary of American Family Names” (2006), el apellido Athens es la “forma americanizada del griego Atheneos 'Ateniense' o Athenakis, nombre habitacional para alguien de la ciudad de Atenas”, por lo que este autor coindice en el origen toponímico del apellido; empero afirma además que “se utilizó como apodo para las personas que habían pasado tiempo en Atenas”, sin haber nacido necesariamente allí. Patrick Hanks menciona también que Athens, en algunos casos, es la “forma americanizada del apellido basado en el nombre personal griego Athanasios”, que significa “inmortal”.

## Distribución
Según la web Forebears en el año 2014, el país con la mayor presencia del apellido Athens era Estados Unidos, seguido por Chile, Grecia, Inglaterra, Australia y Canadá, naciones donde se concentra la mayor cantidad de personas del apellido.
Los primeros registros civiles de individuos del apellido Athens aparecen en Alemania hacia 1600; un tal Wessell Athens, casado con una mujer de nombre Gertrude, residía en Borken (Alemania), donde fue bautizado su hijo Lambartus Athens el 12 de abril de 1623.
En Inglaterra, entre los primeros registros de civiles figura un tal John Athens, vecino de Caston, Norfolk en 1636; y cerca de ese mismo año, pero el 31 de marzo de 1635, era bautizado un tal Thomas Athens en West Winch, también en Norfolk, lo que hace pensar la existencia de un tronco en común de inmigrantes griegos.
A los Estados Unidos llegó un contingente importante de inmigrantes ingleses de apellido Athens, mientras que otro grupo aún más numeroso era inmigrante de la misma Atenas en Grecia, de donde tomaron el apellido; por ello, son múltiples las familias del apellido sin relación alguna. De entre los grupos mencionados, uno de los primeros fueron Thomas Athens, nacido en Inglaterra en 1782, que había inmigrado el año 1821 a Nueva York con el barco “Ann” (fecha: 23 de julio de 1821), mientras que Louis Athens, casado con Josephine Farley, había nacido en 1890 en Atenas, Grecia, y emigrado a Chicago en Illinois hacia 1920.